# I Want Your Love (canción Transvision Vamp)
«I Want Your Love» es el tercer sencillo de la banda británica de pop/rock Transvision Vamp, y fue publicado en 1988. Fue el primer éxito top 40 en la lista del Reino Unido, y fue cogido de su primer álbum, Pop Art.

## Listado de canciones
Vinilo de 7" (TVV 3)
1. «I Want Your Love» - 3:20
2. «Sweet Thing» - 3:45
3. «Evolution Evie» (Versión acústica) - 2:45

Vinilo de 12" (TVVT 3)
1. «I Want Your Love» (I Don't Want Your Money Mix) - 6:20
2. «Sweet Thing» - 4:50
3. «Evolution Evie» (Electric Version) - 2:51

Sencillo en CD (DTVV 3)
1. «I Want Your Love» (I Don't Want Your Money Mix) - 6:20
2. «Sweet Thing» - 4:50
3. «Evolution Evie» (Electric Version) - 2:51
4. «Tell That Girl to Shut Up» - 3:05

## Lista de éxitos
| Transvision Vamp (1988)       | Mejor posición |
| ----------------------------- | -------------- |
| Listas musicales de Australia | 7              |
| Lista holandesa               | 32             |
| Lista de Alemania             | 23             |
| Lista de Nueva Zelanda        | 9              |
| Lista de Noruega              | 1              |
| Lista de Suecia               | 8              |
| Lista de Suiza                | 4              |
| Lista del Reino Unido         | 5              |